# European Rocketry Challenge
Die European Rocketry Challenge (EuRoC) ist ein seit 2020 stattfindender Raketenwettbewerb, der sich an studentische Teams aus Europa richtet. Der Wettbewerb findet jährlich in Portugal statt und bietet Studenten eine Möglichkeit, ihre Fähigkeiten und ihr Wissen im Bereich der Raketenentwicklung zu demonstrieren.
Der EuRoC wurde 2020 ins Leben gerufen, da der Spaceport America Cup aufgrund der Corona-Pandemie 2020 abgesagt wurde. Die Portugiesische Weltraumagentur (Agência Espacial Portuguesa) verfolgt mit der European Rocketry Challenge das Ziel Raumfahrttechnik und die Zusammenarbeit zwischen europäischen Hochschulen und Forschungseinrichtungen in Europa zu fördern.

## Der Wettbewerb
Als Wettbewerb beinhaltet der EuRoC verschiedene Herausforderungen, bei denen Teams Raketen entwerfen, bauen und starten müssen. Die Aufgaben können von Jahr zu Jahr variieren, aber sie sind oft so gestaltet, dass sie technische Entwicklungen der Studenten erfordern. Die Teilnehmer müssen nicht nur eine funktionierende Rakete entwickeln, sondern auch bestimmte Ziele erfüllen, wie zum Beispiel das Erreichen einer bestimmten Höhe (3 km oder 9 km) und das Mitführen einer Nutzlast zum Durchführen von wissenschaftlichen Experimenten während des Flugs.

### EuRoC 2020
Der erste EuRoC Wettbewerb fand vom 21. bis zum 24. Oktober 2020 in Ponte de Sor statt und hatte sechs teilnehmende Studententeams. Die teilnehmenden Teams mit den jeweiligen Projekten waren das Space Team Aachen (DE) mit CARL, Project EULER (CH), Copenhagen Suborbitals mit DanSTAR (DK), Air ESIEA (FR) und die TU Wien (AT) mit Hound und STR-10.
Als Höhenkategorien wurden 3000 m und 9000 m eingeführt.

### EuRoC 2021
Es nahmen 19 Teams mit 400 Studenten aus 12 europäischen Ländern teil.

### EuRoC 2022
Am Wettbewerb nahmen 25 Teams mit 600 Studenten teil.

### EuRoC 2023
Der Wettbewerb fand vom 10. bis zum 16. Oktober 2023 mit 25 Teams in Constância statt.

### EuRoC 2024
Der Wettbewerb fand vom 9. bis zum 15. Oktober statt. Die Preise wurden in den Bereichen Dokumentation, technisches Design, Teamgeist, Flugleistung (mehrere Kategorien), Nutzlast und Gesamtwertung verliehen.